# Siège de Charleroi (1693)
Pour les articles homonymes, voir Siège de Charleroi.
Guerre de la Ligue d'Augsbourg
Batailles
- Philippsbourg (1688)
- Sac du Palatinat (1689)
- Baie de Bantry (1689)
- Mayence (1689)
- Walcourt (1689)
- Fleurus (1690)
- Cap Béveziers (1690)
- La Boyne (1690)
- Limerick (1690)
- Staffarda (1690)
- Québec (1690)
- Coni (1691)
- Mons (1691)
- Leuze (1691)
- Aughrim (1691)
- La Hougue (1692)
- Namur (1692)
- Steinkerque (1692)
- Lagos (1693)
- Neerwinden (1693)
- La Marsaille (1693)
- Charleroi (1693)
- Saint-Malo (1693)
- Rivière Ter (1694)
- Camaret (1694)
- Texel (1694)
- Dieppe (1694)
- Bruxelles (1695)
- Namur (1695)
- Dogger Bank (1696)
- Carthagène (1697)
- Barcelone (1697)
- Baie d'Hudson (1697)

Le siège de Charleroi est une bataille opposant les Espagnols, gouvernant les Pays-Bas espagnols, à la France de Louis XIV, au cours de la guerre de la Ligue d'Augsbourg.

## Ordre de bataille
Ont participé au siège :
- Régiment de Berry cavalerie
- Régiment des Gardes françaises
- Régiment de Limousin
- Régiment de Lyonnais
- Régiment de Reynold
- Régiment de Salis

## Le siège
Construite à partir de 1666 par les Espagnols, renforcée par les Français (Thomas de Choisy) avant d'être rendue aux Espagnols par le traité de Nimègue, la place est assiégée par les Français qui l'investissent le 10 septembre 1693.